# Club Social, Cultural y Deportivo Gimnasia y Esgrima
O Club Social, Cultural y Deportivo Gimnasia y Esgrima de Chivilcoy, também conhecido como Gimnasia y Esgrima de Chivilcoy, é um clube esportivo argentino sediado em Chivilcoy, cidade e capital do partido de mesmo nome, na província de Buenos Aires.
Fundado em 18 de abril de 1916, o clube ostenta como cores, o verde e o branco.
Entre as muitas atividades esportivas praticadas no clube, a principal é o futebol, onde atualmente sua equipe masculina participa do Torneo Federal A, a terceira divisão do futebol argentino para as equipes indiretamente afiliadas à Associação do Futebol Argentino (AFA), sendo representante da Liga Chivilcoyana de Fútbol ante o Conselho Federal do Futebol Argentino (CFFA).
O clube manda seus jogos no José María Paz, também localizado em Chivilcoy. A praca esportiva, de propriedade do clube, conta com capacidade entre 1 000 e 3 000 pessoas.
Foi um dos 4 clubes campeões do Torneo Regional Federal Amateur de 2024–25, título que lhe garantiu o acesso ao Torneo Federal A, a terceira divisão do Campeonato Argentino para clubes do interior do país.

## História
Em 18 de abril de 1916, um grupo de jovens se reuniu em um banco da Plaza 25 de Mayo, em frente à confeitaria Vallerga, em Chivilcoy, para fundar o Club Social, Cultural y Deportivo Gimnasia y Esgrima. A primeira comissão diretiva foi presidida por José María Paz, considerado um dos principais artífices e fundadores do clube, responsável também pela redação dos estatutos. Ele foi acompanhado por Rodolfo Ranni, Tomás e Antonio Martín, Eduardo A. Natalizio, Heriberto Moyano e Vicente Salinardi. As primeiras reuniões e assembleias ocorreram em um imóvel situado na rua Belgrano nº 381.
Inicialmente, a instituição formou um time de futebol que enfrentava equipes locais e da região, participando também da fundação da Federación Chivilcoyana de Deportes (atual Liga Chivilcoyana de Fútbol), em 23 de outubro de 1925. De 1926 a 1995, a liga contou com apenas um torneio por temporada. Entre 1996 e 1998, passou a ser disputada nos formatos Apertura e Clausura. De 1999 a 2008, voltou a um único campeonato por ano. Desde 2009, são dois torneios por temporada. O clube conquistou vários títulos da Liga Chivilcoyana de Fútbol: o primeiro troféu veio em 1926, seguido por conquistas em 1927, 1928, 1930, 1933, 1936, 1938, 1939, 1940, 1945, 1946, 1948, 1949, 1950, 1951, 1952, 1954, 1959, 1961, 1967, 1975, 1979, 1994, 1997 (Apertura), 2001, 2002, 2010 (Apertura), 2011 (Apertura), 2016 (Apertura) e 2024 (Clausura).

### Acesso ao Torneo Federal A
No dia 9 de fevereiro de 2025, o Gimnasia y Esgrima conquistou o acesso ao Torneo Federal A após vencer o Deportivo Graneros de Tucumán por 2–1, em uma das quatro finais do Torneo Regional Federal Amateur. A partida foi disputada no estádio Juan Pablo Francia, do Sportivo Belgrano, e a equipe de Chivilcoy mostrou ampla superioridade ao longo dos 90 minutos, justificando plenamente a vitória. Os gols do histórico acesso foram marcados por Germán Sosa e Marcos Salvaggio, enquanto Héctor Campos descontou para o time tucumano.

## Instalações

### Estádio
O clube inaugurou seu primeiro campo em 30 de agosto de 1939, em um terreno alugado no cruzamento das ruas Alvear e Frías. Posteriormente, em 1943, adquiriu um terreno na avenida Dr. Antonio De Tomaso, onde construiu seu estádio, batizado em homenagem a José María Paz, primeiro presidente e figura central da entidade. Em 4 de maio de 1964, a diretoria adquiriu um imóvel na esquina das ruas Moreno e Belgrano, que passou a sediar a instituição. Já em julho de 1978, foi inaugurado o "Estádio Centro", que em abril de 2016, por ocasião do centenário do clube, recebeu o nome de Dr. Jorge Francisco Palmieri, médico reconhecido e ex-presidente da instituição.

## Títulos

### Nacionais
- Campeonato Argentino de Futebol — 4ª divisão (1): 2024–25.[10]

### Regionais
- Liga Chivilcoyana de Fútbol — 1ª divisão (30): 1926,[11] 1927,[11] 1929,[11] 1930,[11] 1933,[11] 1936,[11] 1938,[11] 1939,[11] 1940,[11] 1945,[11] 1946,[11] 1948,[11] 1949,[11] 1950,[11] 1951,[11] 1952,[11] 1954,[11] 1959,[11] 1961,[11] 1967,[11] 1975,[11] 1979,[11] 1994,[11] 1997–A,[11] 2001,[11] 2002,[11] 2010–A,[11] 2011–A,[11] 2016–A,[11] 2024–C.
- Liga Chivilcoyana de Fútbol — Copa dos Campeões da 1ª divisão (2): 2011[11] e 2024.